# Mighty Magiswords
Mighty Magiswords (Magiespadas en Hispanoamérica y Poderosas Magiespadas en España) es una serie animada corta creada por Kyle A. Carrozza para Cartoon Network. Fue estrenada como serie web de cortos el 6 de mayo de 2015 en la aplicación Cartoon Network Anything.

## Argumento
Cuando necesitas que alguien haga misiones, debes llamar a Vambre y Prohyas: ¡Servicios Heroicos! Ambos utilizan espadas locas con propiedades mágicas tan diversas que nunca podrías listarlas todas. ¡Si tan solo dejaran de gastar todo lo que ganan en conseguir nuevas espadas!.

## Antecedentes y producción
Mighty Magiswords es creado por Kyle A. Carrozza, animador, actor de voz, músico y artista del guion gráfico que actualmente escribe canciones para El FUMP y anteriormente fue el creador, artista del guion gráfico y actor de voz para su corto "MooBeard: The Pirate Vaca"  para Random! Cartoons en Nicktoons. Producido en animación Flash, esta serie es la primera serie original de dibujos animados en Cartoon Network hace específicamente para Internet.
Lucas, él es músico comedia, también es un revisionista del guion gráfico para el espectáculo como él y Kyle ejecutar un pódcast en conjunto titulado "Kyle and Luke Talk About Toons ". 
Estos personajes fueron creados por Kyle cuando estaba en la escuela secundaria en 1996 y se lanzó en 2005 a 2007 bajo los nombres de "los guerreros legendarios para el alquiler" y "Dungeons and Dayjobs" antes de Cartoon Network lo recogió en 2013.

## Personajes principales
- Vambre Marie Warrior: Vambre es franca y agresiva de 18 años. Al igual que su hermano menor, ella es muy aventurera, tratando de salir a muchas búsquedas con el fin de demostrar su valentía como guerreros. Como se ejemplifica en varios cortos, no le gusta cuando la gente se mete con su hermano, y lo defiende cuando es necesario.

- Prohyas Warrior: Prohyas es impulsivo, compasivo y valiente, y siempre hace lo correcto (aunque a veces lo echa a perder) de 17 años. En comparación con su hermana mayor, a veces se describe como el hermano más amable o más emocionalmente inteligente.

### Personajes Secundarios o Recurrentes
- Grup el Dragón: Es un dragón agradable, en comparación con otros dragones él es tranquilo, amistoso, sensible y nada intimidante, pero no es muy inteligente. Se convierte en la mascota y amigo de los Warrior. Y también trabaja en la cueva del Artilugio, con la labor de inspeccionar las trampas y proteger sus tesoros.
- Princesa Zange: Es la princesa de Rhyboflavin que contrata a menudo a los Warrior en las misiones pagadas para conseguir y ganar Magiespadas. A pesar de su personalidad de chica fresa, es muy inteligente ya que ella es consciente de la existencia de las Magiespadas.

- La Encapuchada Misteriosa: Es un personaje desconocido. Su nombre proviene del hecho de que ella lleva una túnica de color púrpura y su rostro nunca se muestra. A veces contrata a los Warrior para hacer misiones.

- Viejo Oldman: Es un anciano que no cree que los Warrior sirvan para cosas heroicas sino de obras de hogar. Parece ser un hombre corto y calvo con una enorme nariz roja, un bigote blanco y un manto azul.
- Omnibus el Acumulador: Además de ser un mago que puede transportar a sí mismo y a otras personas a cualquier lugar; también es un acumulador de cosas raras y extraordinarias. A veces contrata a Servicios Heroicos para encontrar y proteger objetos extraños. Sin embargo, Omnibus es ignorado por Prohyas y Vambre.

- Ralphio Sabreware: Es un vendedor de Magiespadas que tiene apariencia de una. Ralphio le gusta estafar o engañar a Servicios Heroicos. Él tiene una mascota Slimeball (Pegajoso en Latinoamérica) llamado Wobbles que lo acompaña en su tienda.
- Noville: Es el dueño de una librería ubicado en el supermercado llamado Monte Ma'all. Él es sensible, tímido y usa una voz baja y está enamorado de Vambre.
- Fud: Es una entusiasta de comidas raras que contrata a los guerreros para que consigan comidas legendarias y extrañas. Tiene un acento dulce y siempre lleva un sombrero de manzana roja, con una cabellera de color esmeralda y con un estilo emo que le cubre los ojos. Ella tiene un novio llamado Snax que además de tener los interés sobre comida, también tiene un peinado parecido pero de color morado y con una naranja en la cabeza.
- El cerebro de Vambre: Es el cerebro de Vambre que tiene los mismos gustos de ella tales como las sagas de libros de "Verónica Victoriosa". A veces la crítica por sus acciones como el miedo, gustos y odio. Tiene ojos verdes y usa aretes de la misma forma y color de Vambre; y siempre se ve dentro de una burbuja.
- La Bruja Simone: Es una bruja de piel y cabello rosado que era estudiante de la "Academia de Aventureros" debido a que tenía problemas con su magia y pociones, y también es empleada de "Baba-Burguer" o "Hamburguesa la Babosa" (en inglés sería "Slug-Burguer"). Es imperativa, entusiasta y tiene poderes mágicos. Aunque no le gusta que le digan "pequeña"(específicamente Prohyas).
- Prug: Es un dragón que es más grande y con una voz más grave que su hermano Grup; sin embargo, tiene la misma poca inteligencia. Forma parte de los monstruos de nivel 1 (los menos escalofriantes) con su hermano, Esqueleto y Lady Hiss en la cueva del Artilugio, cuyo trabajo es proteger sus tesoros como raras Magiespadas.
- Esquel-Héctor (o Skullivan en Estados Unidos):  Es un viejo esqueleto con una perspectiva triste y deprimente. Forma parte de los monstruos de nivel 1 (los menos escalofriantes) con Grup, Prug y Lady Hiss en la cueva del Artilugio, cuyo trabajo es proteger sus tesoros como raras Magiespadas.
- Lady Hiss : Es una serpiente cascabel con una personalidad relajada. Forma parte de los monstruos de nivel 1 (los menos escalofriantes) con Grup, Prug y Esqueleto en la cueva del Artilugio, cuyo trabajo es proteger sus tesoros como raras Magiespadas.
- El Sr. Packadermus Packard: Es un elefante verde y de muy mal humor que también es el propietario del cuartel general de Servicios Heroicos. Le pide a los hermanos Warriors que paguen la renta.
- Sr. Spoony : Es el gerente de Slug-Burguer. Él odia que su empleada Simone no esté trabajando como es debido.
- Helmut: Es un enano con apariencia de un niño, debido a una enfermedad; que usa un gran casco de plata que cubre sus ojos, trabaja como asistente en la librería de Norville. le gusta molestar a los clientes, hacer tonterías con los libros y fastidiar a Servicios Heroicos porque piensa que su trabajo es patético.
- Neddy the Mallet: Neddy es un oso aventurero que estudiaba en la Academia de Aventurero, es un amigo de los hermanos Warriors, le gusta utilizar la fuerza bruta y no es muy listo, pero es simpático. Siempre se le olvida los nombres de los demás, incluyendo de Prohyas y Vambre.

### Antagonistas
- Morbidia y Gateaux: Antes estudiaban en la "Academia de Aventureros" y trabajan juntos en Servicios de hechicerías, que ayuda a los demás por un precio usando magia negra, y también son rivales de Servicios heroicos de Prohyas y Vambre, queriendo ser mejores que ellos. Morbidia es una bruja que habla mucho con mal humor y problemas faciales. Mientras que Gateaux es un gato mágico y poco callado que las mayorías de veces repite las palabras de las frases de su compañera.
- Hoppus: Es un antagonista recurrente en Magiespadas. Hoppus es un conejo que quiere todas las Magiespadas basadas en verduras debido a su obsesión a los alimentos vegetarianos, como la Calabaza Zombie, el Apio, la Cebolla y el Tomate, es claro con su lema: "Todos las Magiespadas vegetales serán míos". Su arma principal es su Magiespada Zanahoria. También sirve como el mensajero del Rey, Reina y Princesa de Rhyboflavin y mercenario a sueldo.

- Phil: Astuto e inteligente. Phil es un antagonista recurrente ladrón que roba y molesta a sus víctimas, incluyendo a los hermanos Warrior. Suele decir su nombre en tercera persona y su frase: "incluso sí Phil pierde, Phil gana".

- Rey Rexxtopher: Es un antagonista recurrente. La mayoría de las veces, tiene una expresión molesta, a menudo expulsa a los Warrior del Reino de los Dinosaurios porque siempre causan problemas. Utiliza su principal arma, la Magiespada Garra.

- Nohyas y Handbre: Nohyas es un antagonista recurrente. Es un doble misterioso, chiflado, egoísta y malvado de Prohyas y que cree serlo. La diferencia es que usa sombrero, bigote y tiene un color diferente de su doble. Tiene una "hermana" malvada (su mano con ojos falsos y disfrazada como Vambre y actuando como si fuera un títere) llamada Handbre que cree ser Vambre. Ambos engañan a los demás por su similitud y lo aprovechan para obtener beneficios.

- Flonk: En el pasado, es un matón que molestaba a los hermanos Warrior. En el presente, es un criminal inmaduro y grande que usa el crimen y los chistes malo para cometer delitos.
- Pez Hombre el hombre pez: Es un hombre disfrazado de pez que protege los mares de Rhyboflaven usando su habilidad de comunicación con los peces y de respirar bajo el agua. Odia a los guerreros y cualquier persona que arruine su mar.

## Reparto
El doblaje para Latinoamérica se realiza en SDI Media de México.
| Personaje                 | Actor original (EE.UU) | Actor de doblaje (Latinoamérica) |
| ------------------------- | ---------------------- | -------------------------------- |
| Prohyas                   | Kyle A. Carrozza       | Miguel Ángel Ruiz                |
| Vambre                    | Grey Griffin           | Betzabé Jara                     |
| Grup el Dragón            | Kyle Carrozza          | Eduardo Ramírez                  |
| Princesa Zange            | Grey Griffin           | Karla Falcón                     |
| La Encapuchada Misteriosa | Grey Griffin           | Maggie Vera                      |
| Viejo Oldman              | Kyle Carrozza          | Martín Soto                      |
| Nohyas                    | Kyle Carrozza          | Miguel Ángel Ruiz                |
| Rey Rexxtopher            | Eric Bauza             | Irwin Daayán                     |
| Phil                      | Eric Bauza             | Irwin Daayán                     |
| Hoppus                    | Eric Bauza             | Irwin Daayán                     |
| Ralphio                   | Doug Lawrence          | Octavio Rojas                    |
| Morbidia                  | Mary Faber             | Diana Santos                     |
| Gateaux                   | Arin Hanson            | Irwin Daayán                     |
| Narrador                  | Kyle Carrozza          | Raúl Anaya                       |

## Episodios
| Temporada | Temporada | Episodios | Estados Unidos          | Estados Unidos          | Latinoamérica                                                    | Latinoamérica           |
| Temporada | Temporada | Episodios | Inicio                  | Final                   | Inicio                                                           | Final                   |
| --------- | --------- | --------- | ----------------------- | ----------------------- | ---------------------------------------------------------------- | ----------------------- |
|           | Cortos    | 10        | 6 de mayo de 2015       | 1 de octubre de 2015    | 9 de octubre de 2016                                             | 11 de diciembre de 2016 |
|           | Cortos    | 20        | 15 de agosto de 2016    | 11 de noviembre de 2016 | 8 de octubre de 2016                                             | 22 de febrero de 2017   |
|           | Cortos    | 20        | 9 de junio de 2017      | 9 de junio de 2017      | 20 de agosto de 2017                                             | 31 de diciembre de 2017 |
|           | 1         | 52        | 5 de septiembre de 2016 | 29 de abril de 2018     | 15 de diciembre de 2016 (internet) 22 de diciembre del 2016 (TV) | 30 de julio de 2018     |
|           | 2         | 40        | 30 de abril de 2018     | 17 de mayo de 2019      | 30 de julio de 2018                                              | 25 de abril de 2019     |

## Emisión y recepción
Mighty Magiswords se estrenó en Cartoon Network en Australia y Nueva Zelanda, el 16 de enero de 2016. El 13 de junio de 2016, se confirmó que la serie fue escogido como una serie de televisión de larga duración y fue estrenada el 29 de septiembre de 2016 de Cartoon Network. Un adelanto salió al aire el 5 de septiembre de 2016, antes de la fecha oficial de estreno.
En América Latina su estreno fue Internet mediante el canal de YouTube de Cartoon Network LA el 8 de octubre de 2016.